# Jelena Rybakinová
Jelena Rybakinová (rusky: Елена Андреевна Рыбакина, Jelena Andrejevna Rybakina; * 17. června 1999 Moskva) je kazachstánská profesionální tenistka, která do června 2018 reprezentovala rodné Rusko. Na grandslamu vyhrála Wimbledon 2022 jako vůbec první kazachstánský vítěz grandslamové dvouhry. Stala se i prvním zástupcem kazachstánského tenisu v singlovém semifinále a finále na turnajích velké čtyřky. V boji o titul na Australian Open 2023 podlehla Aryně Sabalenkové. Ve své dosavadní kariéře na okruhu WTA Tour vyhrála devět singlových turnajů. V rámci okruhu ITF získala čtyři tituly ve dvouhře a čtyři ve čtyřhře.
Na žebříčku WTA byla ve dvouhře nejvýše klasifikována v červnu 2023 na 3. místě a ve čtyřhře v říjnu 2021 na 48. místě. V únoru 2025 ji začal trénovat Ital Davide Sanguinetti.
V juniorském tenise si zahrála semifinále Australian Open 2017 a French Open 2017. Na kombinovaném juniorském žebříčku ITF nejvýše figurovala v listopadu 2017 na 3. místě.
V kazachstánském týmu Billie Jean King Cupu debutovala v roce 2021 córdobskou světovou baráží proti Argentině, v níž podlehla Carléové a porazila Podoroskou. Argentinky zvítězily 3:2 na zápasy. V kvalifikačním kole 2022 přispěla dvěma body k postupu Kazachstánek do finálové skupiny, když v duelu s Německem přehrála Siegemundovou i Kerberovou. Do dubna 2024 v soutěži nastoupila k pěti mezistátním utkáním s bilancí 6–2 ve dvouhře a 0–1 ve čtyřhře.
Kazachstán reprezentovala na odložených Letních olympijských hrách 2020 v Tokiu, kde postoupila do semifinále ženské dvouhry přes Španělku Garbiñe Muguruzaovou. Následně však prohrála oba zápasy, nejdříve se Švýcarkou Belindou Bencicovou a v utkání o bronz ztratila s Ukrajinkou Elinou Svitolinovou vedení ve druhé sadě 6–1 a 3–1, a poté i ve třetím setu náskok gamů 4–1.

## Tenisová kariéra

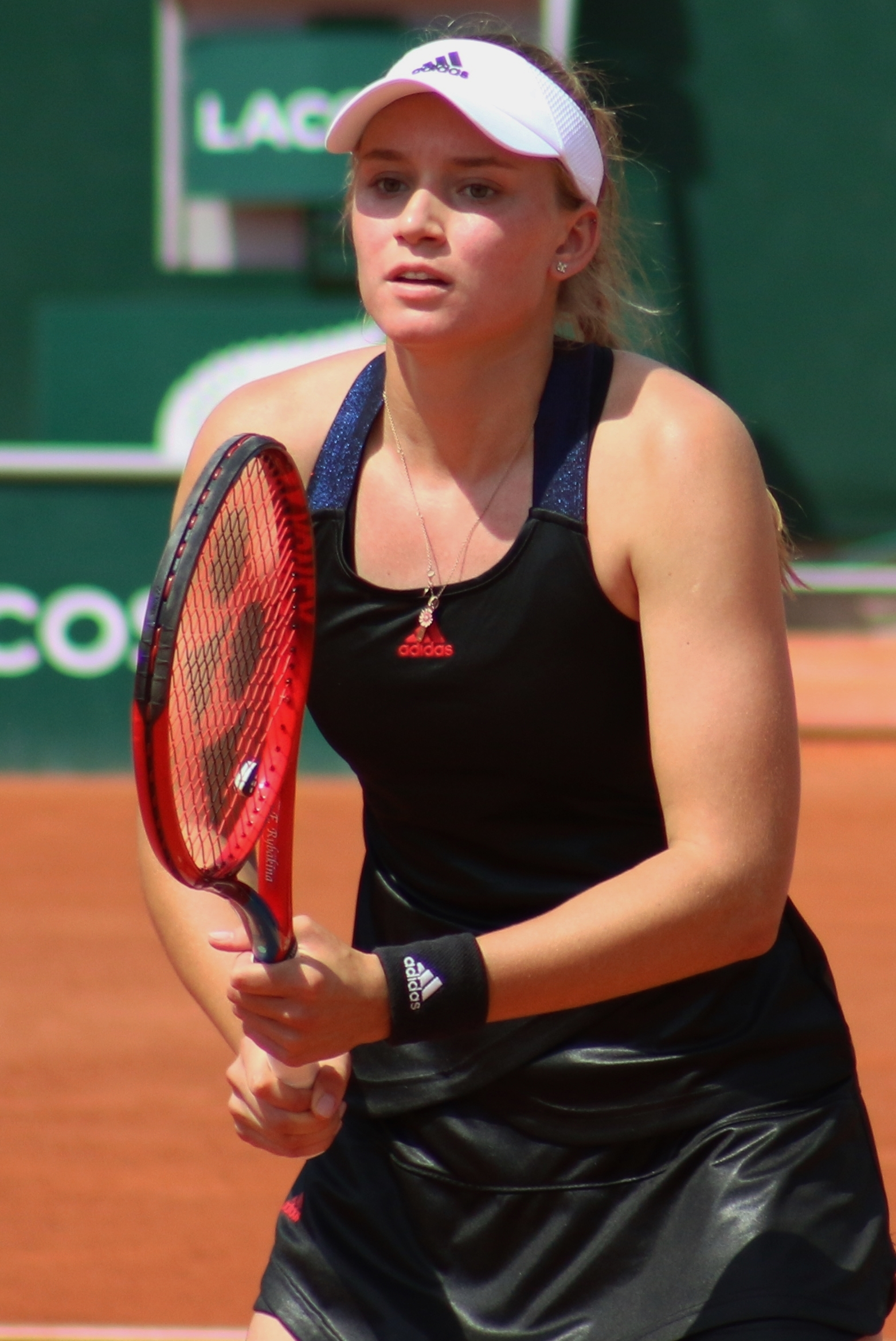
Na French Open 2021

V rámci hlavních soutěží událostí okruhu ITF debutovala v prosinci 2014, když na turnaji v Antalyi s dotací 10 tisíc dolarů prošla kvalifikačním sítem. V úvodním kole dvouhry podlehla Slovence Rebecce Šramkové. Premiérový singlový titul v této úrovni tenisu vybojovala v březnu 2018 na kazaňském turnaji s rozpočtem 15 tisíc dolarů. Ve finále přehrála krajanku Darju Nazarkinovou.
Na okruhu WTA Tour debutovala říjnovým Kremlin Cupem 2017 v Moskvě, kde v kvalifikaci vyřadila Krejsovou, Martincovou a Kudrjavcevovou. V úvodním kole dvouhry pak podlehla rumunské tenistce Irině-Camelii Beguové. První vítězný zápas dosáhla z pozice 450. hráčky žebříčku na únorovém St. Petersburg Ladies Trophy 2018, na němž po výhrách nad Švýcarkou Timeou Bacsinszkou a Francouzkou Caroline Garciaovou postoupila do čtvrtfinále. V třísetovém duelu s Garciaovou zvládla dva tiebreaky. Premiérově tak porazila členku elitní světové desítky, když Francouzce patřilo 7. místo. Mezi poslední osmičkou však nenašla recept na Němku Julii Görgesovou.
Do semifinále poprvé prošla na travnatém Libéma Open v 's-Hertogenboschi, když do hlavní soutěže prošla po kvalifikačních výhrách nad Štefkovou a McHaleovou. Na její raketě v pavouku dvouhry postupně vypadly Varvara Lepčenková, Alison Van Uytvancková a Kirsten Flipkensová. Zastavila ji až členka světové desítky Kiki Bertensová.
Debutové finále na okruhu WTA Tour odehrála jako 106. hráčka světa na antukovém BRD Bucharest Open 2019. Ve čtvrtfinále zdolala druhou nasazenou Viktórii Kužmovou a poté dvě kvalifikantky, nejdříve Italku Martinu Di Giuseppeovou a ve finále Rumunku Patricii Marii Țigovou. Dvacetičtyřletá Țigová nastoupila do prvního turnaje od září 2017, když dlouhodobou absenci způsobilo zranění a v listopadu 2018 narození dcery.
Na zářijovém Jiangxi Open 2019 v Nan-čchangu postoupila do boje o titul přes Číňanku Pcheng Šuaj. V závěrečném utkání však uhrála jen dva gemy na 24letou Švédku Rebeccu Petersonovou. Čtvrtfinálové účasti zaznamenala na podzimních Wuhan Open 2019 a Upper Austria Ladies Linz 2019, kde se jejími přemožitelkami staly Aryna Sabalenková, respektive Jeļena Ostapenková. Na lucemburském BGL Luxembourg Open 2019 ji před branami finále zastavila obhájkyně trofeje Görgesová. Bodový zisk však Rybakinovou posunul na nové kariérní maximum, když ve druhé polovině října 2019 figurovala na 37. místě.
Debut v hlavní soutěži nejvyšší grandslamové kategorie přišel v ženském singlu French Open 2019 po zvládnuté tříkolové kvalifikaci, v jejíž závěrečné fázi vyřadila Japonku Nao Hibinovou. V úvodním kole dvouhry podlehla Češce Kateřině Siniakové. Shodný scénář měl i newyorský US Open 2019, kde nezvládla otevírací duel proti další české reprezentantce Karolíně Muchové.

### Vítězka Wimbledonu 2022
Ve Wimbledonu startovala v hlavní soutěži podruhé, když z předchozího ročníku obhajovala osmifinálovou účast. Postup do této fáze si před startem vytyčila za cíl. Jako dvacátá třetí hráčka žebříčku ztratila na cestě do prvního grandslamového semifinále i finále jediný set, když ve čtvrtfinále prohrála se světovou čtyřiačtyřicítkou Ajlou Tomljanovićovou z Austrálie úvodní sadu. Díky agresivnímu pojetí hry dokázala průběh otočit. V utkání zahrála 32 vítězných míčů na 28 nevynuceným chyb, zatímco se soupeřka dopustila 21 nevynucených chyb a připsala si jen 14 winnerů. Do turnaje vstoupila výhrou nad šťastnou poraženou kvalifikantkou Coco Vandewegheovou, poté zdolala dvě členky šesté světové desítky Biancu Andreescuovou a Čeng Čchin-wen a ve čtvrtém kole osmdesátou v pořadí Petru Martićovou. Tím vyrovnala své čtvrtfinálové maximum z French Open 2021. Po vyřazení Tomljanovićové na ni v semifinále nenašla recept ani rumunská šampionka z roku 2019 Simona Halepová. V každém z obou setů ztratila tři hry. Poprvé tak na trávě porazila členku elitní světové dvacítky. V All England Clubu tím ukončila 12zápasovou neporazitelnost rumunské světové osmnáctky, čítající 21 vyhraných setů v řadě.
Ve finále se střetla s tuniskou světovou dvojkou Ons Džabúrovou, která v této fázi grandslamu rovněž debutovala. Podruhé v soutěži prohrála úvodní sadu dvěma ztracenými servisy. Následně však na dvorci již dominovala. Tunisance v každém setu dvakrát prolomila servis a sama se již brejku vyvarovala. Celkem odvrátila devět z jedenácti brejkových hrozeb. V turnaji zahrála nejvyšší počet 53 es, čímž potvrdila postavení nejlépe servírující hráčky sezóny. Ve finále jich však nastřílela pouze čtyři a první eso přišlo až v 64. minutě. Výhrou ukončila sérii čtyř finálových porážek. Hráčku z první světové desítky porazila poprvé od čtvrtfinálové výhry s Muguruzaovou na letní olympiádě 2020, konané v červenci 2021. Premiérově také přehrála členku z první světové trojky. Poměr vzájemných utkání s Džabúrovou srovnala na 2–2.
Při jedenácté účasti v grandslamových dvouhrách se stala historicky prvním kazachstánským tenistou, jenž ovládl grandslamovou dvouhru; ve 23 letech jako nejmladší wimbledonská finalistka od 21leté Muguruzaové v roce 2015 a nejmladší šampionka od 21leté Kvitové v roce 2011. Kazachstán se stal dvanáctým státem, jehož zástupkyně zvedla nad hlavu mísu Venus Rosewater pro singlové šampionky. Dvouhru na majorech vyhrála jako třetí Asiatka po Číňance Li Na a Japonce Naomi Ósakaové. Vzhledem k nepřidělení žebříčkových bodů se ve světové klasifikaci neposunula výše, ale setrvala na stejné pozici. V All England Clubu představovala čtvrtou nejníže postavenou finalistku od zavedení žebříčku WTA v roce 1975. V případě zápočtu bodů by se kvalifikovala na závěrečný Turnaj mistryň jako čtvrtá a podle výsledku by zakončila sezónu mezi 3. až 7. místem. Bez přidělení bodů jí v konečné klasifikaci patřila 22. příčka.
Rybakinová jako rodačka z Moskvy, v níž během londýnského grandslamu stále žila, se vyhnula zákazu startu ruských a běloruských tenistů díky nabytí kazachstánského občanství v červenci 2018.

### 2023: Průlom do první světové desítky

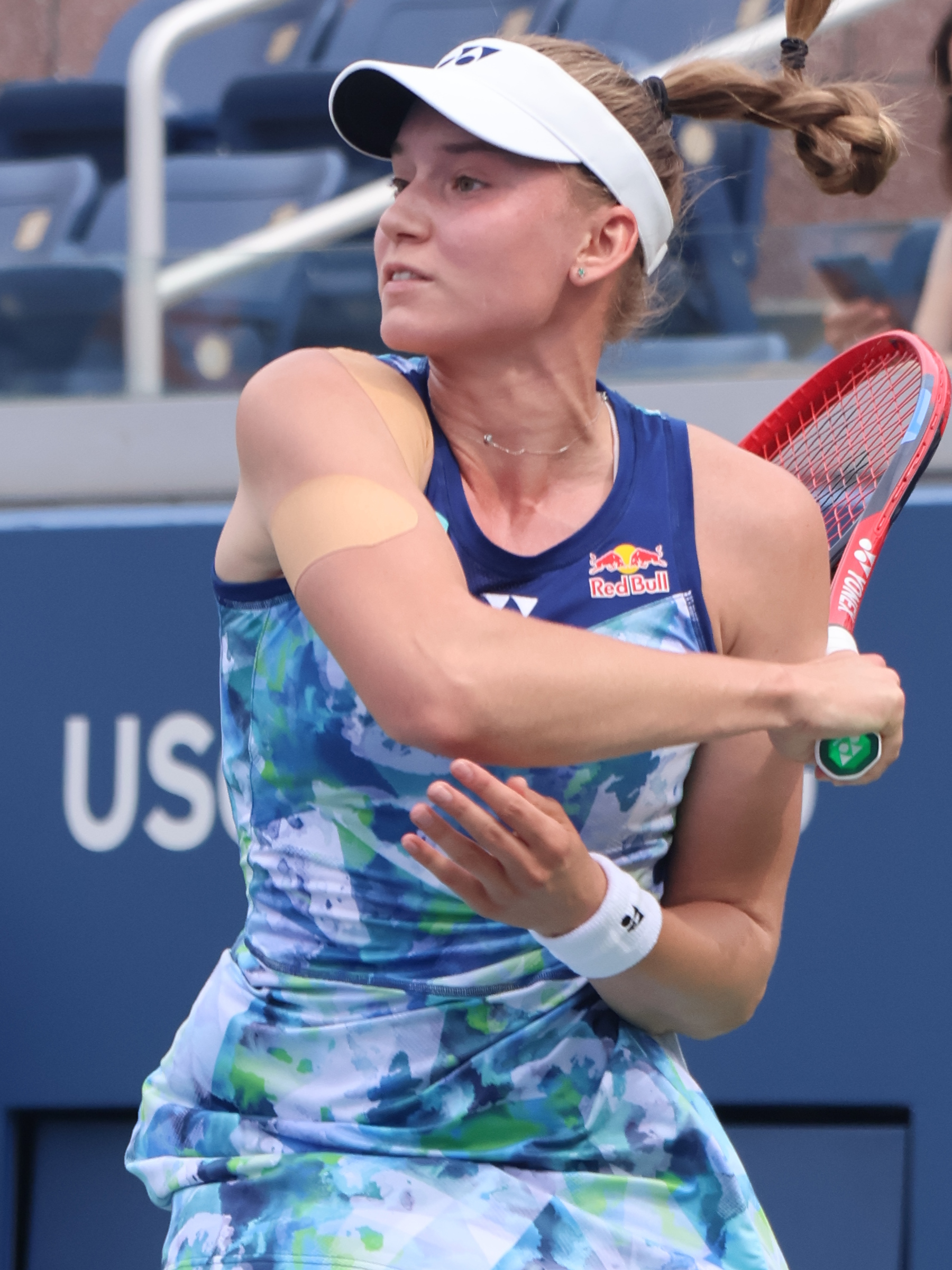
Na US Open 2023 dohrála ve třetím kole

Na Australian Open hrála jako 22. nasazená. V osmifinále zaskočila světovou jedničku Igu Świątekovou ve dvou setech, čímž zaznamenala první vítězství nad nejvýše postavenou hráčkou žebříčku. Mezi poslední osmičkou přehrála pak i Lotyšku Jeļenu Ostapenkovou a v semifinále dvojnásobnou vítězku turnaje Viktorii Azarenkovou a postoupila do druhé grandslamového finále. Stala se tak první hráčkou melbournského majoru od Capriatiové v roce 2001, která v jediném ročníku vyřadila tři bývalé grandslamové šampionky a sedmou tenistkou na grandslamu za předchozích 50 let, jež po zisku prvního titulu dokázala postoupit do finále dalšího majoru v rozmezí jednoho roku. Ve finále její síly byla Aryna Sabalenková, přestože proti ní uhrála první sadu. Bodový zisk jí zajistil premiérový posun do první světové desítky, kterou v novém vydání žebříčku uzavírala.
Porážku Sabalenkové oplatila ve finále v Indian Wells, kam postoupila po další výhře nad Świątekovou, tentokrát v semifinálové fázi. Finálový duel, který byl reprízou australského finále, představoval její první výhru nad Sabalenkovou z pěti vzájemných duelů. Bodový zisk jí posunul na nové kariérní maximum, 7. příčku a zároveň získala první titul v kategorii WTA 1000. Na navazujícím Miami Open usilovala o tom, aby jako pátá tenistka v historii zkompletovala Sunshine double, když jí od toho úspěchu dělila po postupu do finále jediná výhra. Ve finále však podlehla v duelu wimbledonských šampionek Češce Petře Kvitové.
Madrid Open pro ni skončilo už ve druhém kole, když ji vyřadila Anna Kalinská. Druhý titul v probíhající sezóna získala v Římě. Celkem tři tenistky proti ní skrečovaly utkání – ve třetím kole v průběhu prvního setu Kalinská, ve čtvrtfinále světová jednička Świąteková v úvodu třetího dějství, a ve finále Ukrajinka Anhelina Kalininová po konci první sady. Výhrou si zároveň zajistila premiérový posun do první světové pětky, na 4. místo. Na French Open proto patřila mezi favoritky. Po výhrách nad Češkami Brendou Fruhvirtovou a Lindou Noskovou odstoupila před utkáním třetího kola pro nemoc.
Jako obhájkyně triumfu zavítala do Wimbledonu. Jediný set na cestě do čtvrtfinále ji odebrala hned na úvod Shelby Rogersová. Mezi poslední osmičkou v repríze finále předchozího ročníku jí oplatila Tunisanka Ons Džabúrová.

### 2024: Tři tituly a zdravotní problémy

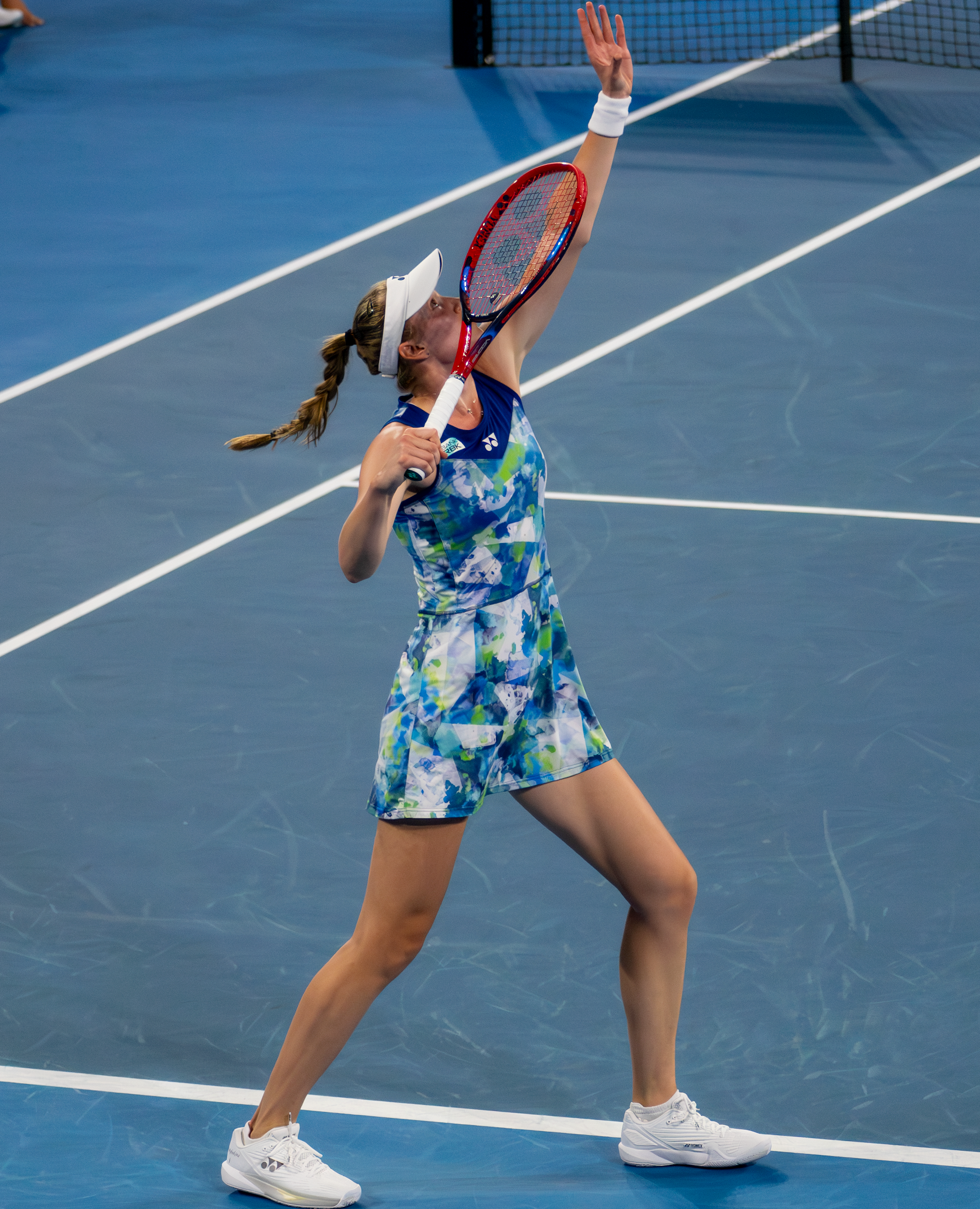
Z Brisbane International 2024 si odvezla šestý kariérní titul v rámci okruhu WTA Tour

Ročník otevřela na obnoveném Brisbane International, kde startovala jako druhá nasazená. Pouze Australanka Olivia Gadecká, se kterou se střetla po volném losu ve druhém kole, na ni uhrála v jednom setu více než čtyři hry. V semifinále na její raketě dohrála Češka Linda Nosková a ve finále nadělila „kanára“ světové dvojce Aryně Sabalenkové. Na Australian Open startovala jako obhájkyně finálové účasti a nasazená trojka. V prvním kole přehrála Karolínu Plíškovou, proti níž odvrátila v prvním setu setboly. Ve druhém kole jí zaskočila Anna Blinkovová, když o vítězce rozhodla až zkrácená hra třetího setu, kterou vyhrála Ruska poměrem míčů 22:20, čímž se stala nejdelším tiebreakem v grandslamové historii. Blinkovová v ní odvrátila šest a Rybakinová sedm mečbolů.
Druhý titul roku získala v roli turnajové jedničky v Abú Zabí po finále výhře nad Darjou Kasatkinovou. Na vítězné vlně pokračovala o týden později v Dauhá z kategorie WTA 1000, kde prošla do finále. V něm byla nad její síly světoví jednička Iga Świąteková, na kterou nestačila po sérii tří výher. Mezi poslední osmičku postoupila i na navazujícím Dubai Tennis Championships, do čtvrtfinálového utkání však nenastoupila kvůli zažívacím potížím. Kvůli stejnému zdravotnímu problému neobhajovala titul v Indian Wells a vrátila se tak až v Miami. Tři sety potřebovala na úvod proti kvalifikantkám Tausonové i Townsendovou. Ve čtvrtfinále přehrála v další třísetové bitvě Marii Sakkariovou a v semifinále s Viktorií Azarenkovou, když o výhře rozhodla až získaným tiebreakem ve třetí sadě. Na cestě do druhé miamského finále ztratila 69 gamů, nejvíce od založení miamské události. Stejně jako v předchozím ročníku však odešla z boje o titul poražena, když se vítězkou stala Američanka Danielle Collinsová.
Osmý kariérní titul získala ve stuttgartské hale. V semifinále ukončila 10zápasovou stuttgartskou neporazitelnost světové jedničky Świątekové, přičemž nejvýše postavenou tenistku porazila popáté porazila světovou jedničku. Ve finále hladce zdolala Martu Kosťukovou, když v úvodní sadě ztratila na prvním podání jen jeden z šestnácti bodů a v jejím průběhu nečelila žádnému brejkbolu. Do semifinále Madrid Open postoupila po třísetové bitvě s krajankou Julií Putincevovou, proti které prohrávala ve třetím setu již 2–5 a čelila dvěma mečbolům, když první z nich odvrátila díky úderu zahraném o pásku sítě a druhý esem. Po šestém finále v roce sahala proti Sabalenkové, které sebrala první set jasným poměrem 6–1 a ve druhém vedla o brejk a dokonce podávala na vítězství. Koncovky obou setu ale zvládla lépe světová dvojka a ukončila 16zápasovou neporazitelnosti Rybakinové. Z římského podniku, kde měla obhajovat titul, odstoupila pro nemoc. Na French Open prošla podruhé v kariéře do čtvrtfinále. Tam ji zastavila světová patnáctka Jasmine Paoliniová.
Jediný travnatý přípravný turnaj v Berlíně pro ni skončil skrečí ve čtvrtfinále. Ve Wimbledonu přesto třetí rok po sobě nechyběla ve čtvrtfinálové fázi. Ve třetím kole za 57 minut deklasovala Caroline Wozniackou, s níž ztratila jediný game, nejméně v jejím dohraném grandslamovém zápase. O kolo později jí skrečovala Anna Kalinská kvůli zraněnému zápěstí a v boji o semifinále zvládla zápas proti Elině Svitolinové za 62 minut. Její semifinálovou soupeřkou byla Barbora Krejčíková, proti které neudržela náskok setu a vůbec poprvé poražena z grandslamového semifinále.
Zdravotní problémy se naplno projevily v druhé polovině roku. Před rozehráním odstoupila z olympijského turnaje i z Canada Masters a na Cincinnati Open skončila hned po prvním zápase na raketě Fernandezové. Na US Open sice postoupila do druhého kola, do nějž už však vinou zranění nenastoupila. Následně vynechala i celé asijské turné. V mezidobí se objevily spekulace, že ji bývalý chorvatský trenér Stefano Vukov, s nímž se rozešla před US Open 2024, měl urážet a psychicky týrat, což mělo vyústit v psychické problémy Rybakinové stojícími za častými odhláškami z turnajů během roku.

## Trenérské vedení

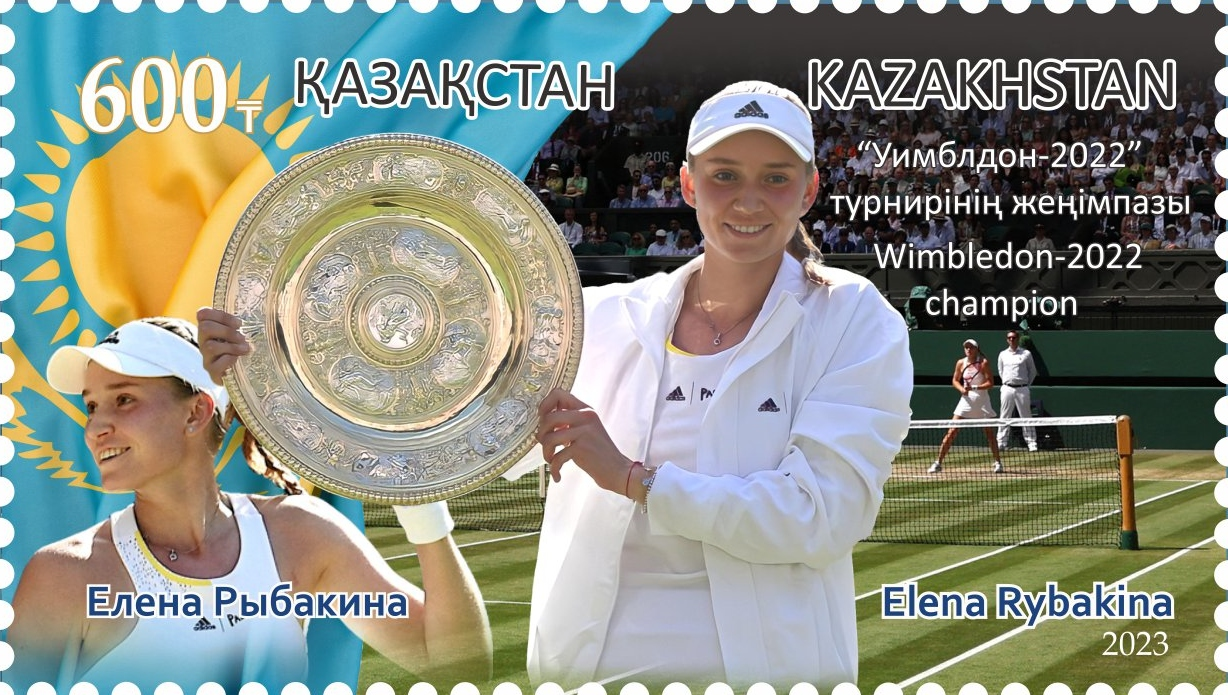
Jelena Rybakinová jako wimbledonská vítězka na kazachstánské poštovní známce

V letech 2019–2024 byl jejím hlavním koučem Chorvat Stefano Vukov, s nímž se rozešla před US Open 2024. Kvůli dlouhodobému toxickému vztahu a psychickém tlaku na hráčku měl být podle tenisového experta Craiga Shapira, po jejím odstoupení z newyorského grandslamu, vyškrtnut z listiny trenérů WTA, což nebylo potvrzeno.
Během listopadového Turnaje mistryň 2024 oznámila, že od sezóny 2025 jako kouče angažovala chorvatského wimbledonského vítěze Gorana Ivaniševiće. Přesto při zahájení sezóny, během lednového United Cupu 2025 oznámila, že se do trenérského týmu vrátil i Stefano Vukov. Chorvat byl však na okruhu WTA Tour v danou chvíli předběžně suspendován, bez trenérské licence, když probíhalo neveřejné vyšetřování kvůli jeho porušení etického kodexu WTA. Tennis Australia mu neudělila akreditaci k doprovodu Rybakinové na australské turnaje. Vukov však jakékoli porušení kodexu odmítl, Rybakinová jej před nařčeními hájila a v Austrálii ji doprovázel neoficiálně jako divák. Po vyřazení z Australian Open 2025 se tenistka s Ivaniševićem po zkušebním období rozešla. V únoru 2025 WTA suspendovala Vukova na jeden rok za porušení etického kodexu a jejím trenérem se oficiálně stal Ital Davide Sanguinetti.

### Přehled
- Andrej Česnokov (2018)[65]
- Stefano Vukov (2019–2024)
- Goran Ivanišević (2025)
- Davide Sanguinetti (od 2025)

## Finále na Grand Slamu

### Ženská dvouhra: 2 (1–1)
| Stav       | rok  | turnaj          | povrch | soupeřka ve finále | výsledek      |
| ---------- | ---- | --------------- | ------ | ------------------ | ------------- |
| Vítězka    | 2022 | Wimbledon       | tráva  | Ons Džabúrová      | 3–6, 6–2, 6–2 |
| Finalistka | 2023 | Australian Open | tvrdý  | Aryna Sabalenková  | 6–4, 3–6, 4–6 |

## Zápasy o olympijské medaile

### Ženská dvouhra: 1 (0–1)
| Stav     | rok  | místo konání    | povrch | soupeřka          | výsledek           |
| -------- | ---- | --------------- | ------ | ----------------- | ------------------ |
| 4. místo | 2020 | Tokio, Japonsko | tvrdý  | Elina Svitolinová | 6–1, 6–7(5–7), 4–6 |

## Finále na okruhu WTA Tour
| Legenda                                                 |
| ------------------------------------------------------- |
| D – dvouhra; Č – čtyřhra                                |
| Grand Slam (1–1 D)                                      |
| Turnaj mistryň (0)                                      |
| Premier Mandatory & Premier 5 / WTA 1000 (2–3 D; 0–1 Č) |
| Premier / WTA 500 (4–3 D; 0–1 Č)                        |
| International / WTA 250 (2–4 D)                         |

| Finále podle povrchu  |
| --------------------- |
| tvrdý (4–10 D; 0–2 Č) |
| tráva (1–0 D)         |
| antuka (4–1 D)        |

### Dvouhra: 20 (9–11)
| Stav       | č.  | datum             | turnaj                                | kategorie     | povrch     | soupeřka ve finále       | výsledek                |
| ---------- | --- | ----------------- | ------------------------------------- | ------------- | ---------- | ------------------------ | ----------------------- |
| Vítězka    | 1.  | 15. července 2019 | Bukurešť, Rumunsko                    | International | antuka     | Patricia Maria Țigová    | 6–2, 6–0                |
| Finalistka | 1.  | 21. září 2019     | Nan-čchang, Čína                      | International | tvrdý      | Rebecca Petersonová      | 2–6, 0–6                |
| Finalistka | 2.  | 11. ledna 2020    | Šen-čen, Čína                         | International | tvrdý      | Jekatěrina Alexandrovová | 2–6, 4–6                |
| Vítězka    | 2.  | 18. ledna 2020    | Hobart, Austrálie                     | International | tvrdý      | Čang Šuaj                | 7–6(9–7), 6–3           |
| Finalistka | 3.  | 16. února 2020    | Petrohrad, Rusko                      | Premier       | tvrdý (h)  | Kiki Bertensová          | 1–6, 3–6                |
| Finalistka | 4.  | 22. února 2020    | Dubaj, Spojené arabské emiráty        | Premier       | tvrdý      | Simona Halepová          | 6–3, 3–6, 6–7(5–7)      |
| Finalistka | 5.  | 26. září 2020     | Štrasburk, Francie                    | International | antuka     | Elina Svitolinová        | 4–6, 6–1, 2–6           |
| Finalistka | 6.  | 9. ledna 2022     | Adelaide, Austrálie                   | WTA 500       | tvrdý      | Ashleigh Bartyová        | 3–6, 2–6                |
| Vítězka    | 3.  | 9. července 2022  | Wimbledon, Londýn, Spojené království | Grand Slam    | tráva      | Ons Džabúrová            | 3–6, 6–2, 6–2           |
| Finalistka | 7.  | 18. září 2022     | Portorož, Slovinsko                   | WTA 250       | tvrdý      | Kateřina Siniaková       | 7–6(7–4), 6–7(5–7), 4–6 |
| Finalistka | 8.  | 28. ledna 2023    | Australian Open, Melbourne, Austrálie | Grand Slam    | tvrdý      | Aryna Sabalenková        | 6–4, 3–6, 4–6           |
| Vítězka    | 4.  | 19. března 2023   | Indian Wells, Spojené státy           | WTA 1000      | tvrdý      | Aryna Sabalenková        | 7–6(13–11), 6–4         |
| Finalistka | 9.  | 1. dubna 2023     | Miami, Spojené státy                  | WTA 1000      | tvrdý      | Petra Kvitová            | 6–7(14–16), 2–6         |
| Vítězka    | 5.  | 20. května 2023   | Řím, Itálie                           | WTA 1000      | antuka     | Anhelina Kalininová      | 6–4, 1–0skreč           |
| Vítězka    | 6.  | 7. ledna 2024     | Brisbane, Austrálie                   | WTA 500       | tvrdý      | Aryna Sabalenková        | 6–0, 6–3                |
| Vítězka    | 7.  | 11. února 2024    | Abú Zabí, Spojené arabské emiráty     | WTA 500       | tvrdý      | Darja Kasatkinová        | 6–1, 6–4                |
| Finalistka | 10. | 18. února 2024    | Dauhá, Katar                          | WTA 1000      | tvrdý      | Iga Świąteková           | 6–7(8–10), 2–6          |
| Finalistka | 11. | 30. března 2024   | Miami, Spojené státy                  | WTA 1000      | tvrdý      | Danielle Collinsová      | 5–7, 3–6                |
| Vítězka    | 8.  | 21. dubna 2024    | Stuttgart, Německo                    | WTA 500       | antuka (h) | Marta Kosťuková          | 6–2, 6–2                |
| Vítězka    | 9.  | 24. května 2025   | Štrasburk, Francie                    | WTA 500       | antuka     | Ljudmila Samsonovová     | 6–1, 6–7(2–7), 6–1      |

### Čtyřhra: 1 (0–1)
| Stav       | č. | datum          | turnaj                      | kategorie | povrch | spoluhráčka                | soupeřky ve finále                  | výsledek      |
| ---------- | -- | -------------- | --------------------------- | --------- | ------ | -------------------------- | ----------------------------------- | ------------- |
| Finalistka | 1. | 16. října 2021 | Indian Wells, Spojené státy | WTA 1000  | tvrdý  | Veronika Kuděrmetovová     | Sie Šu-wej Elise Mertensová         | 6–7(1–7), 3–6 |
| Finalistka | 2. | 14. ledna 2023 | Adelaide, Austrálie         | WTA 500   | tvrdý  | Anastasija Pavljučenkovová | Luisa Stefaniová Taylor Townsendová | 5–7, 6–7(3–7) |

## Finále na okruhu ITF
| Dotace turnajů okruhu ITF | Dotace turnajů okruhu ITF |
| ------------------------- | ------------------------- |
| 100 000 $ tournaments     | 80 000 $ tournaments      |
| 75 000 $ tournaments      | 60 000 $ tournaments      |
| 50 000 $ tournaments      | 25 000 $ tournaments      |
| 15 000 $ tournaments      | 10 000 $ tournaments      |

### Dvouhra: 9 (4–5)
| Stav       | č. | datum         | turnaj                | povrch    | soupeřka ve finále     | výsledek           |
| ---------- | -- | ------------- | --------------------- | --------- | ---------------------- | ------------------ |
| Finalistka | 1. | listopad 2015 | Antalya, Turecko      | antuka    | Jekatěrine Gorgodzeová | 5–7, 7–6(7–3), 3–6 |
| Finalistka | 2. | listopad 2016 | Helsinky, Finsko      | tvrdý (h) | Karen Barritzová       | 3–6, 4–6           |
| Finalistka | 3. | červen 2017   | Fergana, Uzbekistán   | tvrdý     | Sabina Šaripovová      | 4–6, 6–7(5–7)      |
| Vítězka    | 1. | březen 2018   | Kazaň, Rusko          | tvrdý (h) | Darja Nazarkinová      | 6–4, 7–6(7–5)      |
| Finalistka | 4. | duben 2018    | Istanbul, Turecko     | tvrdý     | Sabina Šaripovová      | 6–7(0–7), 4–6      |
| Finalistka | 5. | leden 2019    | Playford, Austrálie   | tvrdý     | Anna Kalinská          | 4–6, 4–6           |
| Vítězka    | 2. | únor 2019     | Launceston, Austrálie | tvrdý     | Irina Chromačovová     | 7–5, 3–3skreč      |
| Vítězka    | 3. | březen 2019   | Moskva, Rusko         | tvrdý (h) | Ganna Pozničirenková   | 7–5, 6–0           |
| Vítězka    | 4. | březen 2019   | Kazaň, Rusko          | tvrdý (h) | Urszula Radwańská      | 6–2, 6–3           |

### Čtyřhra: 4 (4–0)
| Stav    | č. | datum       | turnaj            | povrch    | spoluhráčka            | soupeřky ve finále                     | výsledek         |
| ------- | -- | ----------- | ----------------- | --------- | ---------------------- | -------------------------------------- | ---------------- |
| Vítězka | 1. | duben 2017  | Istanbul, Turecko | tvrdý (h) | Jekatěrina Kazionovová | Eleni Daniilidou Vlada Ekšibarovová    | 6–1, 6–3         |
| Vítězka | 2. | květen 2017 | Antalya, Turecko  | antuka    | Amina Anšbová          | Darja Nazarkinová Anna Ukolovová       | 7–5, 4–6, [10–8] |
| Vítězka | 3. | březen 2018 | Kazaň, Rusko      | tvrdý (h) | Alena Fominová         | Anastasija Frolovová Xenija Lykinová   | 6–4, 1–6, [10–6] |
| Vítězka | 4. | březen 2019 | Moskva, Rusko     | tvrdý (h) | Sofja Lansereová       | Ganna Poznichirenková Vivian Heisenová | 1–6, 6–3, [10–4] |

## Chronologie výsledků na Grand Slamu

### Dvouhra
| Turnaj          | 2018 | 2019    | 2020    | 2021    | 2022    | 2023    | 2024    | 2025    | SR     | V–P   |
| --------------- | ---- | ------- | ------- | ------- | ------- | ------- | ------- | ------- | ------ | ----- |
| Australian Open | A    | 2Q      | 3. kolo | 2. kolo | 2. kolo | F       | 2. kolo | 4. kolo | 0 / 6  | 14–6  |
| French Open     | A    | 1. kolo | 2. kolo | ČF      | 3. kolo | 3. kolo | ČF      | 4. kolo | 0 / 7  | 16–6  |
| Wimbledon       | A    | 3Q      | NH      | 4. kolo | Vítěz   | ČF      | SF      | 3. kolo | 1 / 5  | 21–4  |
| US Open         | 2Q   | 1. kolo | 2. kolo | 3. kolo | 1. kolo | 3. kolo | 2. kolo |         | 0 / 6  | 5–5   |
| výhry–prohry    | 0–0  | 0–2     | 4–3     | 10–4    | 10–3    | 13–3    | 11–3    | 8–3     | 1 / 24 | 56–21 |

Vysvětlivky
1. ↑  Odstoupení Rybakinové pro nemoc před 3. kolem French Open 2023 nebylo započítáno jako porážka.
2. ↑  Rybakinová neodehrála utkání 2. kola US Open 2023 po odstoupení soupeřky. Nebyla jí tak započítána výhra.
3. ↑  Odstoupení Rybakinové před 2. kolem US Open 2024 nebylo započítáno jako porážka.

| Legenda | Legenda                                   | Legenda | Legenda                     |
| ------- | ----------------------------------------- | ------- | --------------------------- |
| SR      | poměr vyhraných turnajů ku všem odehraným | W–L V–P | výhry–prohry                |
| NH      | daný rok se turnaj nekonal                | A       | turnaje se hráč nezúčastnil |
| 1Q / LQ | prohra v (kole) kvalifikace               | 1k / 1R | prohra v daném kole turnaje |
| QF / ČF | prohra ve čtvrtfinále                     | SF      | prohra v semifinále         |
| F       | prohra ve finále                          | Vítěz   | vítězství v turnaji         |